# Discografia di Prince
La discografia di Prince è composta da 39 album studio più 5 album "colonna sonora", 3 live, 5 raccolte, 9 raccolte di video e 105 singoli. Di seguito viene fornita l'elencazione dei lavori di Prince, comprese le tracce prodotte per altri artisti e le posizioni raggiunte nelle varie classifiche mondiali.
Prince è un artista prolifico sotto il profilo musicale, ha composto centinaia di canzoni per sé e per altri artisti. Ha vinto sette Grammy Awards, un Academy Awards, un Golden Globe e, nel 2004, il suo nome è stato scritto nella Rock and Roll Hall of Fame. Lo stesso anno la "ARC Rock on the Net" lo indicò come il primo miglior artista maschile pop degli ultimi 25 anni , mentre la rivista Rolling Stone lo piazzò al 27º posto nella classifica dei 100 Migliori Artisti di Tutti i Tempi.

## Album

### Album in studio
| Anno | Titolo                                                                                             | Posizione massima | Posizione massima | Posizione massima | Posizione massima | Posizione massima | Posizione massima | Posizione massima | Posizione massima | Posizione massima | Posizione massima | Certificazioni | Certificazioni | Certificazioni |
| Anno | Titolo                                                                                             | USA               | AUS               | AUT               | CAN               | DEU               | NLD               | NOR               | SWE               | CHE               | GBR               | Canada         | Regno Unito    | Stati Uniti    |
| ---- | -------------------------------------------------------------------------------------------------- | ----------------- | ----------------- | ----------------- | ----------------- | ----------------- | ----------------- | ----------------- | ----------------- | ----------------- | ----------------- | -------------- | -------------- | -------------- |
| 1978 | For You - Pubblicato: 7 aprile 1978 - Etichetta: Warner Bros. Records                              | 163               | —                 | —                 | —                 | —                 | —                 | —                 | —                 | —                 | —                 |                |                |                |
| 1979 | Prince - Pubblicato: 19 ottobre 1979 - Etichetta: Warner Bros. Records                             | 22                | —                 | —                 | —                 | —                 | —                 | —                 | —                 | —                 | —                 |                | Argento        | Platino        |
| 1980 | Dirty Mind - Pubblicato: 8 ottobre 1980 - Etichetta: Warner Bros. Records                          | 45                | —                 | —                 | —                 | —                 | —                 | —                 | —                 | —                 | —                 |                |                | Oro            |
| 1981 | Controversy - Pubblicato: 14 ottobre 1981 - Etichetta: Warner Bros. Records                        | 21                | —                 | —                 | —                 | —                 | —                 | —                 | —                 | —                 | —                 |                | Oro            | Platino        |
| 1982 | 1999 - Pubblicato: 27 ottobre 1982 - Etichetta: Warner Bros. Records                               | 9                 | —                 | —                 | 25                | —                 | —                 | —                 | —                 | —                 | 30                | Oro            | Platino        | 4 Platino      |
| 1984 | Purple Rain - Pubblicato: 25 giugno 1984 - Etichetta: Warner Bros. Records                         | 1                 | 1                 | 8                 | 1                 | 5                 | —                 | 4                 | 3                 | 7                 | 7                 | 6 Platino      | 2 Platino      | 13 Platino     |
| 1985 | Around the World in a Day - Pubblicato: 22 aprile 1985 - Etichetta: Warner Bros. Records           | 1                 | —                 | 7                 | 16                | 10                | —                 | 10                | 1                 | 8                 | 5                 |                | Oro            | 2 Platino      |
| 1986 | Parade - Pubblicato: 31 marzo 1986 - Etichetta: Warner Bros. Records                               | 3                 | —                 | 7                 | 11                | 6                 | —                 | 10                | 5                 | 2                 | 4                 |                | Platino        | Platino        |
| 1987 | Sign o' the Times - Pubblicato: 30 marzo 1987 - Etichetta: Warner Bros. Records                    | 6                 | —                 | 2                 | 27                | 11                | —                 | 3                 | 6                 | 1                 | 4                 |                | Platino        | Platino        |
| 1988 | Lovesexy - Pubblicato: 10 maggio 1988 - Etichetta: Warner Bros. Records                            | 11                | 13                | 3                 | 7                 | 4                 | —                 | 2                 | 1                 | 1                 | 1                 |                | Platino        | Oro            |
| 1989 | Batman - Pubblicato: 20 giugno 1989 - Etichetta: Warner Bros. Records                              | 1                 | 4                 | 3                 | —                 | 3                 | —                 | 2                 | 2                 | 1                 | 1                 |                | Platino        | 2 Platino      |
| 1990 | Graffiti Bridge - Pubblicato: 21 agosto 1990 - Etichetta: Paisley Park Records                     | 6                 | 10                | 8                 | 22                | 4                 | —                 | 7                 | 2                 | 2                 | 1                 | Oro            | Oro            | Oro            |
| 1991 | Diamonds and Pearls - Pubblicato: 1º ottobre 1991 - Etichetta: Warner Bros. Records                | 3                 | 1                 | 4                 | 8                 | —                 | —                 | 5                 | 8                 | 3                 | 2                 | Platino        | 3 Platino      | 2 Platino      |
| 1992 | Love Symbol Album - Pubblicato: 13 ottobre 1992 - Etichetta: Warner Bros. Records                  | 5                 | 1                 | 1                 | 16                | 5                 | 79                | 10                | 10                | 4                 | 1                 |                | Platino        | Platino        |
| 1994 | Come - Pubblicato: 16 agosto 1994 - Etichetta: Warner Bros. Records                                | 15                | 2                 | 4                 | 34                | 9                 | 4                 | 7                 | 7                 | 4                 | 1                 |                | Oro            | Oro            |
| 1994 | The Black Album - Pubblicato: 22 novembre 1994 - Etichetta: Warner Bros. Records                   | 47                | 15                | 7                 | 48                | 51                | 35                | —                 | —                 | 8                 | 36                |                |                |                |
| 1995 | The Gold Experience - Pubblicato: 26 settembre 1995 - Etichetta: NPG Records, Warner Bros. Records | 6                 | 13                | 28                | 35                | 24                | 3                 | 12                | 11                | 7                 | 4                 |                | Oro            | Oro            |
| 1996 | Chaos and Disorder - Pubblicato: 9 luglio 1996 - Etichetta: Warner Bros. Records                   | 26                | —                 | 17                | 43                | 42                | 8                 | 15                | 32                | 21                | 14                |                |                |                |
| 1996 | Emancipation - Pubblicato: 19 novembre 1996 - Etichetta: NPG Records                               | 11                | 8                 | 13                | 24                | 21                | 13                | 27                | 22                | 1                 | 18                | Platino        |                | 2 Platino      |
| 1998 | Crystal Ball / The Truth - Pubblicato: 3 marzo 1998 - Etichetta: NPG Records                       | 62                | —                 | —                 | —                 | —                 | —                 | —                 | —                 | —                 | —                 |                |                |                |
| 1999 | The Vault: Old Friends 4 Sale - Pubblicato: 24 agosto 1999 - Etichetta: Warner Bros. Records       | 85                | —                 | 40                | —                 | 44                | 15                | —                 | —                 | 21                | —                 |                |                |                |
| 1999 | Rave Un2 the Joy Fantastic - Pubblicato: 9 novembre 1999 - Etichetta: Arista Records, NPG Records  | 18                | —                 | 44                | 5                 | 53                | 17                | 37                | 49                | 19                | 145               |                |                | Oro            |
| 2001 | The Rainbow Children - Pubblicato: 20 novembre 2001 - Etichetta: NPG Records                       | 109               | —                 | —                 | —                 | —                 | —                 | —                 | —                 | 74                | —                 |                |                |                |
| 2002 | One Nite Alone... - Pubblicato: 14 maggio 2002 - Etichetta: NPG Records                            | —                 | —                 | —                 | —                 | —                 | —                 | —                 | —                 | —                 | —                 |                |                |                |
| 2003 | Xpectation - Pubblicato: 1º gennaio 2003 - Etichetta: NPG Records                                  | —                 | —                 | —                 | —                 | —                 | —                 | —                 | —                 | —                 | —                 |                |                |                |
| 2003 | N.E.W.S - Pubblicato: 22 luglio 2003 - Etichetta: NPG Records                                      | —                 | —                 | —                 | —                 | —                 | —                 | —                 | —                 | —                 | —                 |                |                |                |
| 2004 | The Chocolate Invasion - Pubblicato: 29 marzo 2004 - Etichetta: NPG Records                        | —                 | —                 | —                 | —                 | —                 | —                 | —                 | —                 | —                 | —                 |                |                |                |
| 2004 | The Slaughterhouse - Pubblicato: 29 marzo 2004 - Etichetta: NPG Records                            | —                 | —                 | —                 | —                 | —                 | —                 | —                 | —                 | —                 | —                 |                |                |                |
| 2004 | Musicology - Pubblicato: 20 aprile 2004 - Etichetta: Columbia Records, NPG Records                 | 3                 | 19                | 4                 | —                 | 4                 | 3                 | 2                 | 6                 | 2                 | 3                 | Oro            | Oro            | 2 Platino      |
| 2006 | 3121 - Pubblicato: 21 marzo 2006 - Etichetta: Universal Records, NPG Records                       | 1                 | 18                | 15                | 9                 | 4                 | 3                 | 5                 | 18                | 1                 | 9                 |                | Argento        | Oro            |
| 2007 | Planet Earth - Pubblicato: 24 luglio 2007 - Etichetta: Columbia Records, NPG Records               | 3                 | 38                | 11                | —                 | 7                 | 3                 | 9                 | 35                | 1                 | 6                 |                |                |                |
| 2009 | LOtUSFLOW3R / MPLSoUND - Pubblicato: 24 marzo 2009 - Etichetta: NPG Records                        | 2                 | —                 | —                 | —                 | —                 | 23                | —                 | —                 | —                 | —                 |                |                |                |
| 2010 | 20Ten - Pubblicato: 10 luglio 2010 - Etichetta: NPG Records                                        | —                 | —                 | —                 | —                 | —                 | —                 | —                 | —                 | —                 | —                 |                |                |                |
| 2014 | Plectrumelectrum - Pubblicato: 30 settembre 2014 - Etichetta: NPG Records                          | —                 | —                 | —                 | —                 | —                 | —                 | —                 | —                 | —                 | —                 |                |                |                |
| 2014 | Art Official Age - Pubblicato: 30 settembre 2014 - Etichetta: NPG Records                          | —                 | —                 | —                 | —                 | —                 | —                 | —                 | —                 | —                 | —                 |                |                |                |
| 2015 | HITnRUN Phase One - Pubblicato: 7 settembre 2015 - Etichetta: NPG Records                          | —                 | —                 | —                 | —                 | —                 | —                 | —                 | —                 | —                 | —                 |                |                |                |
| 2015 | HITnRUN Phase Two - Pubblicato: 12 dicembre 2015 - Etichetta: NPG Records                          | —                 | —                 | —                 | —                 | —                 | —                 | —                 | —                 | —                 | —                 |                |                |                |

### Album dal vivo
| Anno | Titolo                                                                          | Posizione massima | Posizione massima |
| Anno | Titolo                                                                          | DEU               | CHE               |
| ---- | ------------------------------------------------------------------------------- | ----------------- | ----------------- |
| 2002 | One Nite Alone... Live! - Pubblicato: 17 dicembre 2002 - Etichetta: NPG Records | 36                | 58                |
| 2003 | C-Note - Pubblicato: 3 gennaio 2003 - Etichetta: NPG Records                    | —                 | —                 |
| 2008 | Indigo Nights - Pubblicato: 30 settembre 2008 - Etichetta: NPG Records          | —                 | —                 |

### Raccolte
| Anno | Dettagli album                                                                         | Posizione più alta in classifica | Posizione più alta in classifica | Posizione più alta in classifica | Posizione più alta in classifica | Posizione più alta in classifica | Posizione più alta in classifica | Posizione più alta in classifica | Posizione più alta in classifica | Posizione più alta in classifica | Posizione più alta in classifica | Certificazioni | Certificazioni | Certificazioni |
| Anno | Dettagli album                                                                         | Stati Uniti                      | Australia                        | Austria                          | Canada                           | Germania                         | Paesi Bassi                      | Norvegia                         | Svezia                           | Svizzera                         | Regno Unito                      | Canada         | Regno Unito    | Stati Uniti    |
| ---- | -------------------------------------------------------------------------------------- | -------------------------------- | -------------------------------- | -------------------------------- | -------------------------------- | -------------------------------- | -------------------------------- | -------------------------------- | -------------------------------- | -------------------------------- | -------------------------------- | -------------- | -------------- | -------------- |
| 1993 | The Hits 1 - Pubblicato: 14 settembre 1993 - Etichetta: Warner Bros.                   | 46                               | 19                               | 7                                | 34                               | 20                               | 14                               | 15                               | 10                               | 22                               | 5                                |                | Platino        | Platino        |
| 1993 | The Hits 2 - Pubblicato: 14 settembre 1993 - Etichetta: Warner Bros.                   | 54                               | 20                               | 9                                | 36                               | 19                               | 15                               | 14                               | 6                                | 10                               | 5                                |                | Platino        | Platino        |
| 1993 | The Hits/The B-Sides - Pubblicato: 14 settembre 1993 - Etichetta: Paisley Park Records | 19                               | —                                | 5                                | 67                               | 58                               | 10                               | 11                               | 19                               | 9                                | 4                                |                | Platino        | Platino        |
| 1996 | Girl 6 - Pubblicato: 19 marzo 1996 - Etichetta: Warner Bros.                           | 75                               | —                                | —                                | —                                | —                                | 83                               | —                                | —                                | —                                | —                                |                |                |                |
| 2001 | Rave In2 the Joy Fantastic - Pubblicato: 29 aprile 2001 - Etichetta: NPG Records       | —                                | —                                | —                                | —                                | —                                | —                                | —                                | —                                | —                                | —                                |                |                |                |
| 2001 | The Very Best of Prince - Pubblicato: 31 luglio 2001 - Etichetta: Rhino Records        | 66                               | 40                               | 13                               | —                                | 6                                | 3                                | 22                               | 28                               | 17                               | 2                                | Oro            | 2 Platino      | Platino        |
| 2006 | Ultimate - Pubblicato: 22 agosto 2006 - Etichetta: Rhino Records                       | 61                               | —                                | 46                               | —                                | —                                | 39                               | —                                | —                                | 48                               | 6                                |                | Platino        |                |
| 2016 | 4Ever - Pubblicato: 22 novembre 2016 - Etichetta: Warner Bros./NPG                     | 33                               | 36                               | 64                               | 40                               | 87                               | 10                               | —                                | —                                | 21                               | 21                               |                | Oro            |                |
| 2018 | Anthology: 1995-2010 - Pubblicato: 17 agosto 2018 - Etichetta: NPG/Legacy              | —                                | —                                | —                                | —                                | —                                | —                                | —                                | —                                | 100                              | —                                |                |                |                |

### Colonne Sonore
| Anno | Dettagli album                                                                 | Posizione più alta in classifica | Posizione più alta in classifica | Posizione più alta in classifica | Posizione più alta in classifica | Posizione più alta in classifica | Posizione più alta in classifica | Posizione più alta in classifica | Posizione più alta in classifica | Posizione più alta in classifica | Posizione più alta in classifica | Certificazioni | Certificazioni | Certificazioni |
| Anno | Dettagli album                                                                 | Stati Uniti                      | Australia                        | Austria                          | Canada                           | Germania                         | Paesi Bassi                      | Norvegia                         | Svezia                           | Svizzera                         | Regno Unito                      | Canada         | Regno Unito    | Stati Uniti    |
| ---- | ------------------------------------------------------------------------------ | -------------------------------- | -------------------------------- | -------------------------------- | -------------------------------- | -------------------------------- | -------------------------------- | -------------------------------- | -------------------------------- | -------------------------------- | -------------------------------- | -------------- | -------------- | -------------- |
| 1984 | Purple Rain - Pubblicato: 25 giugno 1984 - Etichetta: Warner Bros. Records     | 1                                | 1                                | 8                                | 1                                | 5                                | —                                | 4                                | 3                                | 7                                | 7                                | 6 Platino      | 2 Platino      | 13 Platino     |
| 1986 | Parade - Pubblicato: 31 marzo 1986 - Etichetta: Warner Bros. Records           | 3                                | —                                | 7                                | 11                               | 6                                | —                                | 10                               | 5                                | 2                                | 4                                |                | Platino        | Platino        |
| 1989 | Batman - Pubblicato: 20 giugno 1989 - Etichetta: Warner Bros. Records          | 1                                | 4                                | 3                                | —                                | 3                                | —                                | 2                                | 2                                | 1                                | 1                                |                | Platino        | 2 Platino      |
| 1990 | Graffiti Bridge - Pubblicato: 20 agosto 1990 - Etichetta: Paisley Park Records | 6                                | 10                               | 8                                | 22                               | 4                                | —                                | 7                                | 2                                | 2                                | 1                                | Oro            | Oro            | Oro            |
| 1996 | Girl 6 - Pubblicato: 19 marzo 1996 - Etichetta: Warner Bros. Records           | 75                               | —                                | —                                | —                                | —                                | 83                               | —                                | —                                | —                                | —                                |                |                |                |

## Singoli
| Anno | Titolo                                   | Posizione più alta in classifica | Posizione più alta in classifica | Posizione più alta in classifica | Posizione più alta in classifica | Posizione più alta in classifica | Posizione più alta in classifica | Posizione più alta in classifica | Posizione più alta in classifica | Posizione più alta in classifica | Posizione più alta in classifica | Posizione più alta in classifica | Posizione più alta in classifica | Album                      |
| Anno | Titolo                                   | Stati Uniti Hot 100              | Stati Uniti Hot R&B/Hip Hop      | Stati Uniti Hot Dance            | Australia                        | Austria                          | Germania                         | Paesi Bassi                      | Norvegia                         | Svezia                           | Svizzera                         | Regno Unito                      | Irlanda                          | Album                      |
| ---- | ---------------------------------------- | -------------------------------- | -------------------------------- | -------------------------------- | -------------------------------- | -------------------------------- | -------------------------------- | -------------------------------- | -------------------------------- | -------------------------------- | -------------------------------- | -------------------------------- | -------------------------------- | -------------------------- |
| 1978 | Soft and Wet                             | 92                               | 12                               | —                                | —                                | —                                | —                                | —                                | —                                | —                                | —                                | —                                | —                                | For You                    |
| 1978 | Just as Long as We're Together           | —                                | 91                               | —                                | —                                | —                                | —                                | —                                | —                                | —                                | —                                | —                                | —                                | For You                    |
| 1979 | I Wanna Be Your Lover                    | 11                               | 1                                | 2                                | —                                | —                                | —                                | —                                | —                                | —                                | —                                | 41                               | —                                | Prince                     |
| 1979 | Why You Wanna Treat Me So Bad?           | —                                | 13                               | —                                | —                                | —                                | —                                | —                                | —                                | —                                | —                                | —                                | —                                | Prince                     |
| 1979 | Still Waiting                            | —                                | 65                               | —                                | —                                | —                                | —                                | —                                | —                                | —                                | —                                | —                                | —                                | Prince                     |
| 1979 | Sexy Dancer                              | —                                | —                                | 2                                | —                                | —                                | —                                | —                                | —                                | —                                | —                                | —                                | —                                | Prince                     |
| 1980 | Uptown                                   | 101                              | 5                                | 5                                | —                                | —                                | —                                | —                                | —                                | —                                | —                                | —                                | —                                | Dirty Mind                 |
| 1980 | Dirty Mind                               | —                                | 65                               | 5                                | —                                | —                                | —                                | —                                | —                                | —                                | —                                | —                                | —                                | Dirty Mind                 |
| 1980 | Do It All Night                          | —                                | —                                | —                                | —                                | —                                | —                                | —                                | —                                | —                                | —                                | —                                | —                                | Dirty Mind                 |
| 1980 | Gotta Stop (Messin' About)               | —                                | —                                | —                                | —                                | —                                | —                                | —                                | —                                | —                                | —                                | —                                | —                                | solo singolo               |
| 1981 | Controversy                              | 70                               | 3                                | 1                                | 15                               | —                                | —                                | —                                | —                                | —                                | —                                | —                                | —                                | Controversy                |
| 1981 | Let's Work                               | 104                              | 9                                | 1                                | —                                | —                                | —                                | —                                | —                                | —                                | —                                | —                                | —                                | Controversy                |
| 1982 | Do Me, Baby                              | —                                | —                                | —                                | —                                | —                                | —                                | —                                | —                                | —                                | —                                | —                                | —                                | Controversy                |
| 1982 | Sexuality                                | —                                | —                                | —                                | 88                               | —                                | —                                | —                                | —                                | —                                | —                                | —                                | —                                | Controversy                |
| 1983 | 1999                                     | 12                               | 4                                | 1                                | 2                                | —                                | —                                | —                                | —                                | —                                | —                                | 25                               | 21                               | 1999                       |
| 1983 | Little Red Corvette                      | 6                                | 15                               | 61                               | 8                                | —                                | —                                | —                                | —                                | —                                | —                                | 54                               | —                                | 1999                       |
| 1983 | Delirious                                | 8                                | 18                               | —                                | —                                | —                                | —                                | —                                | —                                | —                                | —                                | —                                | —                                | 1999                       |
| 1983 | Automatic                                | —                                | —                                | —                                | —                                | —                                | —                                | —                                | —                                | —                                | —                                | —                                | —                                | 1999                       |
| 1983 | Let's Pretend We're Married              | 52                               | 55                               | 52                               | —                                | —                                | —                                | —                                | —                                | —                                | —                                | —                                | —                                | 1999                       |
| 1984 | When Doves Cry                           | 1                                | 1                                | 1                                | 1                                | 19                               | 16                               | —                                | 10                               | 18                               | 17                               | 4                                | 2                                | Purple Rain                |
| 1984 | Let's Go Crazy                           | 1                                | 1                                | 1                                | 10                               | —                                | —                                | —                                | —                                | —                                | —                                | 7                                | 6                                | Purple Rain                |
| 1984 | Purple Rain                              | 2                                | 4                                | —                                | 41                               | 4                                | 5                                | —                                | 5                                | 5                                | 5                                | 8                                | 8                                | Purple Rain                |
| 1984 | I Would Die 4 U                          | 8                                | 11                               | 50                               | 96                               | —                                | —                                | —                                | —                                | —                                | —                                | 58                               | —                                | Purple Rain                |
| 1985 | Take Me with U (con Apollonia)           | 25                               | 40                               | —                                | —                                | —                                | —                                | —                                | —                                | —                                | —                                | 7                                | 6                                | Purple Rain                |
| 1985 | 1999 / Little Red Corvette (ristampa)    | —                                | —                                | —                                | —                                | —                                | —                                | —                                | —                                | —                                | —                                | 2                                | 3                                | solo singolo               |
| 1985 | Paisley Park                             | —                                | —                                | —                                | 38                               | —                                | —                                | —                                | —                                | —                                | —                                | 18                               | 11                               | Around the World in a Day  |
| 1985 | Raspberry Beret                          | 2                                | 3                                | 4                                | 13                               | —                                | 35                               | —                                | —                                | —                                | —                                | 25                               | 24                               | Around the World in a Day  |
| 1985 | Pop Life                                 | 7                                | 8                                | 5                                | 67                               | —                                | 65                               | —                                | —                                | —                                | —                                | 60                               | 29                               | Around the World in a Day  |
| 1985 | America                                  | 46                               | 35                               | —                                | —                                | —                                | —                                | —                                | —                                | —                                | —                                | —                                | —                                | Around the World in a Day  |
| 1986 | Kiss                                     | 1                                | 1                                | 1                                | 2                                | 8                                | 4                                | —                                | 10                               | 16                               | 3                                | 6                                | 11                               | Parade                     |
| 1986 | Mountains                                | 23                               | 15                               | 11                               | 45                               | —                                | 32                               | —                                | —                                | —                                | —                                | 45                               | 15                               | Parade                     |
| 1986 | Anotherloverholenyohead                  | 63                               | 18                               | 21                               | —                                | —                                | —                                | —                                | —                                | —                                | —                                | 36                               | 15                               | Parade                     |
| 1986 | Girls & Boys                             | —                                | —                                | —                                | —                                | —                                | 27                               | —                                | —                                | —                                | —                                | 11                               | 4                                | Parade                     |
| 1987 | Sign o' the Times                        | 3                                | 1                                | 2                                | 29                               | —                                | 35                               | —                                | 7                                | 14                               | 11                               | 10                               | 6                                | Sign o' the Times          |
| 1987 | If I Was Your Girlfriend                 | 67                               | 12                               | —                                | —                                | —                                | —                                | —                                | —                                | —                                | 15                               | 20                               | 8                                | Sign o' the Times          |
| 1987 | U Got the Look                           | 2                                | 11                               | —                                | 90                               | —                                | 61                               | —                                | —                                | —                                | —                                | 11                               | 9                                | Sign o' the Times          |
| 1987 | I Could Never Take the Place of Your Man | 10                               | 14                               | 4                                | —                                | —                                | —                                | —                                | —                                | —                                | —                                | 29                               | 10                               | Sign o' the Times          |
| 1987 | Hot Thing                                | 63                               | 14                               | 4                                | —                                | —                                | —                                | —                                | —                                | —                                | —                                | —                                | —                                | Sign o' the Times          |
| 1988 | Alphabet St.                             | 8                                | 3                                | 22                               | 20                               | —                                | 18                               | —                                | 1                                | 5                                | 5                                | 9                                | 3                                | Lovesexy                   |
| 1988 | Glam Slam                                | —                                | 44                               | —                                | 76                               | —                                | 33                               | —                                | —                                | —                                | —                                | 29                               | 11                               | Lovesexy                   |
| 1988 | I Wish U Heaven                          | —                                | 18                               | —                                | —                                | —                                | 53                               | —                                | —                                | —                                | —                                | 24                               | 9                                | Lovesexy                   |
| 1988 | Kiss (ristampa)                          | —                                | —                                | —                                | —                                | —                                | —                                | —                                | —                                | —                                | —                                | 76                               | —                                | solo singolo               |
| 1989 | Little Red Corvette / 1999 (ristampa)    | 92                               | —                                | —                                | —                                | —                                | —                                | —                                | —                                | —                                | —                                | —                                | —                                | solo singolo               |
| 1989 | Batdance                                 | 1                                | 1                                | 1                                | 2                                | 17                               | 10                               | —                                | 1                                | 5                                | 1                                | 2                                | 2                                | Batman                     |
| 1989 | Partyman                                 | 18                               | 5                                | 45                               | 38                               | —                                | 32                               | —                                | —                                | —                                | 25                               | 14                               | 6                                | Batman                     |
| 1989 | The Arms of Orion (con Sheena Easton)    | 36                               | —                                | —                                | —                                | —                                | —                                | —                                | —                                | —                                | —                                | 27                               | 5                                | Batman                     |
| 1989 | Scandalous!                              | —                                | 5                                | —                                | —                                | 17                               | —                                | —                                | —                                | —                                | —                                | —                                | —                                | Batman                     |
| 1989 | The Future                               | —                                | —                                | —                                | —                                | —                                | 39                               | —                                | —                                | —                                | 15                               | —                                | —                                | Batman                     |
| 1990 | Thieves in the Temple                    | 6                                | 1                                | 9                                | 16                               | —                                | 21                               | —                                | 4                                | 11                               | 12                               | 7                                | 2                                | Graffiti Bridge            |
| 1990 | New Power Generation                     | 64                               | 27                               | —                                | —                                | —                                | —                                | —                                | —                                | —                                | —                                | 26                               | 11                               | Graffiti Bridge            |
| 1991 | Gett Off                                 | 21                               | 6                                | 1                                | 8                                | 9                                | 13                               | —                                | 7                                | 13                               | 3                                | 4                                | 3                                | Diamonds and Pearls        |
| 1991 | Cream                                    | 1                                | —                                | —                                | 2                                | 4                                | 21                               | —                                | 3                                | 16                               | 3                                | 15                               | 7                                | Diamonds and Pearls        |
| 1991 | Diamonds and Pearls                      | 3                                | 1                                | —                                | 13                               | 19                               | 28                               | —                                | —                                | 12                               | 7                                | 25                               | 8                                | Diamonds and Pearls        |
| 1992 | Money Don't Matter 2 Night               | 23                               | 14                               | —                                | 18                               | 23                               | 48                               | —                                | —                                | 34                               | 23                               | 19                               | 10                               | Diamonds and Pearls        |
| 1992 | Insatiable                               | 77                               | 3                                | —                                | —                                | —                                | —                                | —                                | —                                | —                                | —                                | —                                | —                                | Diamonds and Pearls        |
| 1992 | Thunder                                  | —                                | —                                | —                                | —                                | —                                | —                                | —                                | —                                | —                                | —                                | 28                               | 3                                | Diamonds and Pearls        |
| 1992 | Sexy MF                                  | 66                               | 76                               | —                                | 5                                | 6                                | 11                               | —                                | 5                                | 13                               | 8                                | 4                                | 5                                | Love Symbol Album          |
| 1992 | My Name Is Prince                        | 36                               | 25                               | 9                                | 9                                | 7                                | 19                               | —                                | —                                | 15                               | 14                               | 7                                | 5                                | Love Symbol Album          |
| 1992 | My Name Is Prince (remix)                | —                                | —                                | —                                | —                                | —                                | —                                | —                                | —                                | —                                | —                                | 51                               | —                                | Love Symbol Album          |
| 1992 | 7                                        | 7                                | 61                               | —                                | 25                               | —                                | 77                               | —                                | —                                | —                                | 28                               | 27                               | —                                | Love Symbol Album          |
| 1992 | The Morning Papers                       | 44                               | 68                               | —                                | —                                | —                                | —                                | 39                               | —                                | —                                | 31                               | 52                               | —                                | Love Symbol Album          |
| 1992 | Damn U                                   | 108                              | 32                               | —                                | —                                | —                                | —                                | —                                | —                                | —                                | —                                | —                                | —                                | Love Symbol Album          |
| 1993 | Pink Cashmere                            | 50                               | 14                               | —                                | —                                | —                                | —                                | —                                | —                                | —                                | —                                | —                                | —                                | The Hits/The B-Sides       |
| 1993 | Peach                                    | 107                              | —                                | —                                | 28                               | 25                               | 45                               | 8                                | 7                                | 39                               | 13                               | 14                               | 20                               | The Hits/The B-Sides       |
| 1993 | Nothing Compares 2 U                     | —                                | 62                               | —                                | —                                | —                                | —                                | —                                | —                                | —                                | —                                | —                                | —                                | The Hits/The B-Sides       |
| 1993 | Controversy (ristampa)                   | —                                | —                                | —                                | —                                | —                                | —                                | —                                | —                                | —                                | —                                | 5                                | —                                | solo singolo               |
| 1994 | The Most Beautiful Girl in the World     | 3                                | 2                                | —                                | 1                                | 5                                | 9                                | 1                                | 4                                | 13                               | 1                                | 1                                | 4                                | The Beautiful Experience   |
| 1994 | The Beautiful Experience                 | —                                | —                                | —                                | 14                               | 16                               | —                                | —                                | —                                | —                                | 4                                | 18                               | 17                               | The Beautiful Experience   |
| 1994 | Letitgo                                  | 31                               | 10                               | —                                | 22                               | 29                               | 45                               | 14                               | 7                                | —                                | 21                               | 30                               | 26                               | Come                       |
| 1994 | Space                                    | —                                | 71                               | —                                | —                                | —                                | —                                | —                                | —                                | —                                | —                                | —                                | —                                | Come                       |
| 1994 | Love Sign (con Nona Gaye)                | 72                               | 32                               | —                                | —                                | —                                | —                                | —                                | —                                | —                                | —                                | —                                | —                                | 1-800-NEW-FUNK             |
| 1995 | Purple Medley                            | 84                               | 74                               | —                                | 40                               | —                                | —                                | 30                               | 19                               | —                                | —                                | 33                               | —                                | solo singolo               |
| 1995 | I Hate U                                 | 12                               | 3                                | —                                | 33                               | —                                | 62                               | 18                               | —                                | —                                | 31                               | 20                               | —                                | The Gold Experience        |
| 1995 | Gold                                     | 88                               | 92                               | —                                | —                                | —                                | 58                               | 25                               | —                                | 19                               | —                                | 10                               | 23                               | The Gold Experience        |
| 1996 | Dinner with Delores                      | —                                | —                                | —                                | —                                | —                                | —                                | —                                | —                                | —                                | —                                | 36                               | —                                | Chaos and Disorder         |
| 1996 | Betcha by Golly Wow!                     | 31                               | 10                               | —                                | 18                               | —                                | —                                | 42                               | —                                | —                                | 27                               | 11                               | —                                | Emancipation               |
| 1997 | The Holy River                           | 58                               | —                                | —                                | —                                | —                                | —                                | 42                               | —                                | —                                | —                                | 19                               | —                                | Emancipation               |
| 1997 | Somebody's Somebody                      | —                                | 15                               | —                                | —                                | —                                | —                                | —                                | —                                | —                                | —                                | 19                               | —                                | Emancipation               |
| 1998 | The War                                  | —                                | —                                | —                                | —                                | —                                | —                                | —                                | —                                | —                                | —                                | —                                | —                                | solo singolo               |
| 1998 | The One                                  | —                                | 44                               | —                                | —                                | —                                | —                                | —                                | —                                | —                                | —                                | —                                | —                                | New Power Soul             |
| 1998 | Come On                                  | —                                | —                                | —                                | —                                | —                                | —                                | —                                | —                                | —                                | —                                | 65                               | —                                | New Power Soul             |
| 1998 | 1999                                     | 40                               | 45                               | —                                | —                                | —                                | 86                               | 31                               | —                                | —                                | —                                | 10                               | 18                               | solo singolo               |
| 1999 | The Greatest Romance Ever Sold           | 63                               | 23                               | —                                | —                                | —                                | —                                | 71                               | —                                | —                                | —                                | 65                               | —                                | Rave Un2 the Joy Fantastic |
| 1999 | 1999 (ristampa dicembre 1999)            | 56                               | —                                | —                                | 47                               | —                                | —                                | —                                | —                                | —                                | —                                | 40                               | —                                | solo singolo               |
| 2001 | U Make My Sun Shine (con Angie Stone)    | 59                               | 108                              | —                                | —                                | —                                | —                                | —                                | —                                | —                                | —                                | —                                | —                                | solo singolo               |
| 2001 | Supercute                                | —                                | —                                | —                                | —                                | —                                | —                                | —                                | —                                | —                                | —                                | —                                | —                                | solo singolo               |
| 2001 | The Work, pt. 1                          | —                                | —                                | —                                | —                                | —                                | —                                | —                                | —                                | —                                | —                                | —                                | —                                | The Rainbow Children       |
| 2002 | Days of Wild                             | —                                | —                                | —                                | —                                | —                                | —                                | —                                | —                                | —                                | —                                | —                                | —                                | One Nite Alone... Live!    |
| 2004 | Musicology                               | 120                              | 44                               | —                                | 29                               | —                                | —                                | 32                               | 19                               | —                                | 27                               | —                                | —                                | Musicology                 |
| 2004 | Call My Name                             | 75                               | 27                               | —                                | —                                | —                                | —                                | —                                | —                                | —                                | —                                | —                                | —                                | Musicology                 |
| 2004 | Cinnamon Girl                            | —                                | —                                | —                                | —                                | —                                | 89                               | 35                               | —                                | —                                | —                                | 43                               | —                                | Musicology                 |
| 2005 | S.S.T.                                   | 111                              | —                                | —                                | —                                | —                                | —                                | —                                | —                                | —                                | —                                | —                                | —                                | solo singolo               |
| 2005 | Te Amo Corazón                           | —                                | 67                               | —                                | —                                | 61                               | 58                               | —                                | 11                               | 37                               | 24                               | —                                | —                                | 3121                       |
| 2006 | Black Sweat                              | 60                               | 82                               | —                                | —                                | —                                | 80                               | 29                               | —                                | —                                | 52                               | 43                               | —                                | 3121                       |
| 2006 | Fury                                     | —                                | —                                | —                                | —                                | —                                | —                                | 72                               | —                                | —                                | 92                               | 60                               | —                                | 3121                       |
| 2007 | Guitar                                   | —                                | —                                | —                                | —                                | —                                | —                                | 13                               | 29                               | —                                | 63                               | 81                               | —                                | Planet Earth               |
| 2007 | Chelsea Rodgers                          | —                                | —                                | —                                | —                                | —                                | —                                | —                                | —                                | —                                | —                                | —                                | —                                | Planet Earth               |
| 2007 | Future Baby Mama                         | —                                | 39                               | —                                | —                                | —                                | —                                | —                                | —                                | —                                | —                                | —                                | —                                | Planet Earth               |
| 2013 | Screwdriver                              | —                                | —                                | —                                | —                                | —                                | —                                | —                                | —                                | —                                | —                                | —                                | —                                | solo singolo               |
| 2013 | Breakfast Can Wait                       | —                                | —                                | —                                | —                                | —                                | —                                | —                                | —                                | —                                | —                                | —                                | —                                | Art Official Age           |